# غواصة يو بي-107
يو بي-107 غواصة ألمانية من فئة يو بي3 خدمت في البحرية الإمبراطورية الألمانية خلال الحرب العالمية الأولى. تم تكليفها في البحرية الإمبراطورية الألمانية في 16 فبراير 1918 باسم يو بي-107.